# Roeien op de Olympische Zomerspelen 2016 – Skiff vrouwen
De skiff vrouwen op de Olympische Zomerspelen 2016 vond plaats van vrijdag 6 tot en met zaterdag 13 augustus 2016. Regerend olympisch kampioene was Miroslava Knapková uit Tsjechië, die in Rio de Janeiro haar titel verdedigde. De skiff is een eenpersoons roeiboot, in het Engels aangeduid met scull, omdat de roeister gebruikmaakt van twee roeiriemen. De competitie bestond uit meerdere ronden, beginnend met de series en herkansingen om het deelnemersveld van de kwartfinales te bepalen. Er werden vier halve finales geroeid, twee A/B-halve finales en twee C/D-halve finales. Alleen de roeisters in eerstgenoemde halve finale deden nog mee om de medailles (de drie besten in de A-halve finale en de drie besten in de B-halve finale bereiken de finale); de deelneemsters aan de overige halve finales vielen al eerder af. Zij raceten nog om zo de totale ranglijst te kunnen vaststellen. Concluderend moest een roeister in haar serie bij de eerste vier eindigen, in haar kwartfinale bij de eerste drie en in haar halve finale ook bij de eerste drie om de A-finale te bereiken.
De series vonden plaats op zaterdag 6 augustus 2016, een dag later gevolgd door de herkansingen. De laagste halve finales (E/F) werden geroeid op maandag 8 augustus, gevolgd door alle kwartfinales op 9 augustus. Op 10 en 11 augustus vonden de halve finales plaats, gevolgd door de laagste finales. De finale waarin de medailles werden verdeeld was op 13 augustus 2016.

## Resultaten

### Series
De beste drie roeisters van elke serie plaatsen zich voor de kwartfinale. De twee of drie overgebleven roeisters proberen in de herkansingen zich alsnog te kwalificeren.

#### Serie 1
| rang | naam                  | land       | tijd    |   |
| ---- | --------------------- | ---------- | ------- | - |
| 1    | Kenia Lechuga Alanis  | Mexico     | 8:11.44 | Q |
| 2    | Micheen Thornycroft   | Zimbabwe   | 8:18.88 | Q |
| 3    | Kim Crow              | Australië  | 8:22.82 | Q |
| 4    | Kim Ye-ji             | Zuid-Korea | 8:24.79 | H |
| 5    | Anna Malvina Svennung | Zweden     | 8:48.46 | H |
| 6    | Emily Morley          | Bahama's   | 9:22.12 | H |

#### Serie 2
| rang | naam              | land             | tijd    |   |
| ---- | ----------------- | ---------------- | ------- | - |
| 1    | Genevra Stone     | Verenigde Staten | 8:29.67 | Q |
| 2    | Fie Udby Erichsen | Denemarken       | 8:30.07 | Q |
| 3    | Lina Šaltytė      | Litouwen         | 8:35.92 | Q |
| 4    | Mahsa Javar       | Iran             | 8:39.28 | H |
| 5    | Lucia Palermo     | Argentinië       | 8:47.01 | H |
| 6    | Dewi Yuliawati    | Indonesië        | 9:36.10 | H |

#### Serie 3
| rang | naam                  | land     | tijd    |   |
| ---- | --------------------- | -------- | ------- | - |
| 1    | Carling Zeeman        | Canada   | 8:41:12 | Q |
| 2    | Sanita Pušpure        | Ierland  | 9:11:45 | Q |
| 3    | Nadia Negm            | Egypte   | 9:14:55 | Q |
| 4    | Phuttharaksa Neegree  | Thailand | 9:17:95 | H |
| 5    | Camila Valle Granados | Peru     | 9:30:60 | H |

#### Serie 4
| rang | naam                 | land           | tijd    |   |
| ---- | -------------------- | -------------- | ------- | - |
| 1    | Duan Jingli          | China          | 8:18.57 | Q |
| 2    | Jeannine Gmelin      | Zwitserland    | 8:28.10 | Q |
| 3    | Aisyah Saiyidah      | Singapore      | 8:44.71 | Q |
| 4    | Huang Yi-ting        | Chinees Taipei | 8:51.74 | H |
| 5    | Svetlana Germanovich | Kazachstan     | 9:34.15 | H |

#### Serie 5
| rang | naam               | land       | tijd    |   |
| ---- | ------------------ | ---------- | ------- | - |
| 1    | Magdalena Lobnig   | Oostenrijk | 8:26.83 | Q |
| 2    | Miroslava Knapková | Tsjechië   | 8:28.90 | Q |
| 3    | Chierika Ukogu     | Nigeria    | 8:35.34 | Q |
| 4    | Amina Rouba        | Algerije   | 8:55.09 | H |
| 5    | Akossiwa Ayivon    | Togo       | 9:56.43 | H |

#### Serie 6
| rang | naam               | land               | tijd    |   |
| ---- | ------------------ | ------------------ | ------- | - |
| 1    | Emma Twigg         | Nieuw-Zeeland      | 8:17.02 | Q |
| 2    | Ekaterina Karsten  | Wit-Rusland        | 8:21.21 | Q |
| 3    | Michelle Pearson   | Bermuda            | 8:22.15 | Q |
| 4    | Gabriela Mosqueira | Paraguay           | 8:27.39 | H |
| 5    | Felice Chow        | Trinidad en Tobago | 8:31.83 | H |

### Herkansingen
De beste twee roeisters van elke herkansingsrace plaatsen zich voor de kwartfinales.

#### Herkansing 1
| rang | naam                  | land               | tijd    |     |
| ---- | --------------------- | ------------------ | ------- | --- |
| 1    | Amina Rouba           | Algerije           | 8:04.21 | Q   |
| 2    | Felice Chow           | Trinidad en Tobago | 8:04.91 | Q   |
| 3    | Mahsa Javar           | Iran               | 8:06.57 | E/F |
| 5    | Camila Valle Granados | Peru               | 8:22.77 | E/F |
| 4    | Emily Morley          | Bahama's           | 8:32.66 | E/F |

#### Herkansing 2
| rang | naam            | land           | tijd    |     |
| ---- | --------------- | -------------- | ------- | --- |
| 1    | Kim Ye-ji       | Zuid-Korea     | 7:59.59 | Q   |
| 2    | Lucia Palermo   | Argentinië     | 8:00.59 | Q   |
| 3    | Huang Yi-ting   | Chinees Taipei | 8:01.27 | E/F |
| 4    | Akossiwa Ayivon | Togo           | 9:04.76 | E/F |

#### Herkansing 3
| rang | naam                  | land       | tijd    |     |
| ---- | --------------------- | ---------- | ------- | --- |
| 1    | Anna Malvina Svennung | Zweden     | 7:46.35 | Q   |
| 2    | Gabriela Mosqueira    | Paraguay   | 7:59.32 | Q   |
| 3    | Svetlana Germanovich  | Kazachstan | 8:00.42 | E/F |
| 4    | Phuttharaksa Neegree  | Thailand   | 8:07.92 | E/F |
| 5    | Dewi Yuliawati        | Indonesië  | 8:14.81 | E/F |

### Kwartfinales
De beste drie roeisters van elke kwartfinale plaatsten zich voor de halve finales A en B. De twaalf verliezers gingen door naar de C/D-halve finales.

#### Kwartfinale 1
| rang | naam                 | land          | tijd    |     |
| ---- | -------------------- | ------------- | ------- | --- |
| 1    | Emma Twigg           | Nieuw-Zeeland | 7:31.79 | Q   |
| 2    | Miroslava Knapková   | Tsjechië      | 7:37.04 | Q   |
| 3    | Kenia Lechuga Alanis | Mexico        | 7:44.11 | Q   |
| 4    | Kim Ye-ji            | Zuid-Korea    | 7:51.80 | C/D |
| 5    | Gabriela Mosqueira   | Paraguay      | 7:54.49 | C/D |
| 6    | Aisyah Saiyidah      | Singapore     | 7:56.00 | C/D |

#### Kwartfinale 2
| rang | naam                  | land               | tijd    |     |
| ---- | --------------------- | ------------------ | ------- | --- |
| 1    | Genevra Stone         | Verenigde Staten   | 7:27.04 | Q   |
| 2    | Jeannine Gmelin       | Zwitserland        | 7:29.66 | Q   |
| 3    | Magdalena Lobnig      | Oostenrijk         | 7:35.37 | Q   |
| 4    | Anna Malvina Svennung | Zweden             | 7:38.07 | C/D |
| 5    | Felice Chow           | Trinidad en Tobago | 8:02.53 | C/D |
| 6    | Nadia Negm            | Egypte             | 8:25.75 | C/D |

#### Kwartfinale 3
| rang | naam                | land       | tijd    |     |
| ---- | ------------------- | ---------- | ------- | --- |
| 1    | Fie Udby Erichsen   | Denemarken | 7:33.00 | Q   |
| 2    | Micheen Thornycroft | Zimbabwe   | 7:34.00 | Q   |
| 3    | Carling Zeeman      | Canada     | 7:34.00 | Q   |
| 4    | Michelle Pearson    | Bermuda    | 7:34.00 | C/D |
| 5    | Chierika Ukogu      | Nigeria    | 7:54.44 | C/D |
| 6    | Amina Rouba         | Algerije   | 8:21.00 | C/D |

#### Kwartfinale 4
| rang | naam              | land        | tijd    |     |
| ---- | ----------------- | ----------- | ------- | --- |
| 1    | Kim Crow          | Australië   | 7:26.86 | Q   |
| 2    | Duan Jingli       | China       | 7:27.88 | Q   |
| 3    | Ekaterina Karsten | Wit-Rusland | 7:28.03 | Q   |
| 4    | Sanita Pušpure    | Ierland     | 7:28.68 | C/D |
| 5    | Lina Šaltytė      | Litouwen    | 7:38.39 | C/D |
| 6    | Lucia Palermo     | Argentinië  | 7:56.61 | C/D |

### Halve finales
De beste drie roeiers van elke kwartfinale plaatsen zich voor de halve finales A en B. De zes verliezers gaan door naar de C/D-halve finales.

#### Halve finale E/F
| rang | naam                  | land           | tijd    |   |
| ---- | --------------------- | -------------- | ------- | - |
| 1    | Huang Yi-ting         | Chinees Taipei | 8:38.21 | Q |
| 2    | Mahsa Javar           | Iran           | 8:45.54 | Q |
| 3    | Phuttharaksa Neegree  | Thailand       | 8:51.99 | Q |
| 4    | Camila Valle Granados | Peru           | 9:11.91 | F |

| rang | naam                 | land       | tijd    |   |
| ---- | -------------------- | ---------- | ------- | - |
| 1    | Svetlana Germanovich | Kazachstan | 8:29.18 | Q |
| 2    | Dewi Yuliawati       | Indonesië  | 8:39.95 | Q |
| 3    | Emily Morley         | Bahama's   | 8:46.09 | Q |
| 4    | Akossiwa Ayivon      | Togo       | 9:25.60 | F |

#### Halve finale C/D
| rang | naam                  | land       | tijd    |   |
| ---- | --------------------- | ---------- | ------- | - |
| 1    | Lina Šaltytė          | Litouwen   | 7:55.57 | C |
| 2    | Anna Malvina Svennung | Zweden     | 8:00.41 | C |
| 3    | Kim Ye-ji             | Zuid-Korea | 8:12.58 | C |
| 4    | Chierika Ukogu        | Nigeria    | 8:18.55 | D |
| 5    | Amina Rouba           | Algerije   | 8:22.34 | D |
| 6    | Aisyah Saiyidah       | Singapore  | 8:22.45 | D |

| rang | naam               | land               | tijd    |   |
| ---- | ------------------ | ------------------ | ------- | - |
| 1    | Sanita Pušpure     | Ierland            | 7:53.48 | C |
| 2    | Michelle Pearson   | Bermuda            | 8:05.78 | C |
| 3    | Lucia Palermo      | Argentinië         | 8:15.42 | C |
| 4    | Felice Chow        | Trinidad en Tobago | 8:20.07 | D |
| 5    | Gabriela Mosqueira | Paraguay           | 8:22.84 | D |
| 6    | Nadia Negm         | Egypte             | 8:39.50 | D |

#### Halve finale A/B
| rang | naam                 | land          | tijd    |   |
| ---- | -------------------- | ------------- | ------- | - |
| 1    | Kim Crow             | Australië     | 7:47.88 | Q |
| 2    | Emma Twigg           | Nieuw-Zeeland | 7:48.20 | Q |
| 3    | Jeannine Gmelin      | Zwitserland   | 7:49.83 | Q |
| 4    | Carling Zeeman       | Canada        | 7:54.07 | B |
| 5    | Micheen Thornycroft  | Zimbabwe      | 8:00.53 | B |
| 6    | Kenia Lechuga Alanis | Mexico        | 8:14.76 | B |

| rang | naam               | land             | tijd    |   |
| ---- | ------------------ | ---------------- | ------- | - |
| 1    | Duan Jingli        | China            | 7:43.97 | Q |
| 2    | Genevra Stone      | Verenigde Staten | 7:44.56 | Q |
| 3    | Magdalena Lobnig   | Oostenrijk       | 7:45.48 | Q |
| 4    | Miroslava Knapková | Tsjechië         | 7:47.53 | B |
| 5    | Ekaterina Karsten  | Wit-Rusland      | 7:48.89 | B |
| 6    | Fie Udby Erichsen  | Denemarken       | 8:08.65 | B |

### Finales
In zes finales werd de totale eindranglijst opgesteld.

#### Finale F
| rang | naam                  | land | tijd    |  |
| ---- | --------------------- | ---- | ------- |  |
| 30   | Camila Valle Granados | Peru | 9:18.24 |  |
| 31   | Akossiwa Ayivon       | Togo | 9:54.54 |  |

#### Finale E
| rang | naam                 | land           | tijd    |  |
| ---- | -------------------- | -------------- | ------- |  |
| 25   | Huang Yi-ting        | Chinees Taipei | 8:34.53 |  |
| 26   | Svetlana Germanovich | Kazachstan     | 8:38.25 |  |
| 27   | Phuttharaksa Neegree | Thailand       | 8:41.34 |  |
| 28   | Mahsa Javar          | Iran           | 8:43.34 |  |
| 29   | Dewi Yuliawati       | Indonesië      | 8:44.54 |  |
| 30   | Emily Morley         | Bahama's       | 8:56.36 |  |

#### Finale D
| rang | naam               | land               | tijd    |  |
| ---- | ------------------ | ------------------ | ------- |  |
| 19   | Gabriela Mosqueira | Paraguay           | 7:44.62 |  |
| 20   | Chierika Ukogu     | Nigeria            | 7:44.76 |  |
| 21   | Amina Rouba        | Algerije           | 7:46.55 |  |
| 22   | Felice Chow        | Trinidad en Tobago | 7:50.23 |  |
| 23   | Aisyah Saiyidah    | Singapore          | 7:55.73 |  |
| 24   | Nadia Negm         | Egypte             | 8:09.47 |  |

#### Finale C
| rang | naam                  | land       | tijd    |  |
| ---- | --------------------- | ---------- | ------- |  |
| 13   | Sanita Pušpure        | Ierland    | 7:27.60 |  |
| 14   | Lina Šaltytė          | Litouwen   | 7:30.38 |  |
| 15   | Anna Malvina Svennung | Zweden     | 7:32.54 |  |
| 16   | Michelle Pearson      | Bermuda    | 7:34.41 |  |
| 17   | Lucia Palermo         | Argentinië | 7:50.59 |  |
| 18   | Kim Ye-ji             | Zuid-Korea | 7:52.68 |  |

#### Finale B
| rang | naam                 | land        | tijd    |  |
| ---- | -------------------- | ----------- | ------- |  |
| 7    | Miroslava Knapková   | Tsjechië    | 7:22.86 |  |
| 8    | Ekaterina Karsten    | Wit-Rusland | 7:25.03 |  |
| 9    | Fie Udby Erichsen    | Denemarken  | 7:25.13 |  |
| 10   | Carling Zeeman       | Canada      | 7:28.62 |  |
| 11   | Micheen Thornycroft  | Zimbabwe    | 7:30.57 |  |
| 12   | Kenia Lechuga Alanis | Mexico      | 7:40.39 |  |

#### Finale A
| rang   | naam             | land             | tijd    |  |
| ------ | ---------------- | ---------------- | ------- |  |
| Goud   | Kim Crow         | Australië        | 7:21.54 |  |
| Zilver | Genevra Stone    | Verenigde Staten | 7:22.92 |  |
| Brons  | Duan Jingli      | China            | 7:24.13 |  |
| 4      | Emma Twigg       | Nieuw-Zeeland    | 7:24.48 |  |
| 5      | Jeannine Gmelin  | Zwitserland      | 7:29.69 |  |
| 6      | Magdalena Lobnig | Oostenrijk       | 7:34.86 |  |